# Marie Gautier
Pour les articles homonymes, voir Gautier.
Marie Louise Hélène Gautier dite aussi Marie Gautier-Antoni (1867-1960) est une artiste peintre, graveuse et céramiste française.

## Biographie
Née le 20 janvier 1867 dans le 9e arrondissement de Paris, Marie Gautier est la fille d'Augustine Lefebvre et du peintre Amand Gautier. Elle devient l'élève de son père, puis entre à l'atelier de peinture ouvert aux femmes dirigé par Alfred Stevens. Admise aux Beaux-arts de Paris, elle fréquente la classe de Puvis de Chavannes. Vers la fin des années 1880, elle devient une fidèle de L'Art japonais, la boutique du marchand Siegfried Bing. Son intérêt pour le japonisme devient manifeste à travers des productions de dessins et d'eaux-fortes en couleurs.
Elle expose son travail entre 1893 et 1903 au salon parisien de la SNBA dont elle devient sociétaire. Sa production comprend de nombreuses eaux-fortes, des vernis mous, des dessins, des pastels, représentant des scènes de genre, des marines, des fleurs, des paysages et des animaux.
En 1897, elle présente ses gravures à l'exposition de la Société des peintres-graveurs français. En mai 1899, ses planches sont présentées en compagnie de celles de Rosa Bonheur et de Gabrielle Niel, dans le cadre de l’Exposition internationale des femmes graveuses de Dresde.
À partir de 1906, elle effectue plusieurs séjours à Alger, où elle rencontre le peintre Louis Ferdinand Antoni. Elle l'épouse à Paris le 27 juin 1907. Le couple retourne en Algérie et commence à produire des travaux en commun. Elle découvre avec Antoni la ville de Dakar, la Guinée, la Côte d'Ivoire, le Bénin, le Sénégal et Tombouctou. De retour à Paris, elle produit avec Antoni des fresques pour les maisons ouvrières de la Fondation Rothschild, rue de Prague, rue Bargue et rue Marcadet.
En 1908, Léonce Bénédite, dans Art et Décoration, lui consacre une étude illustrée, où apparaissent des créations animalières en céramique peinte et de grands panneaux décoratifs.
Elle fréquente la Villa Abd-el-Tif, et réside principalement à Alger avec Antoni entre 1912 et 1940, date de la mort de son mari. Il est possible qu'elle soit la traductrice de l'ouvrage Kembo, l'enfant d'Afrique de Winifred E. Barnard publié à Paris par la Société des missions évangéliques en 1939 avec des illustrations d'Elsie Anna Wood.
Elle meurt le 21 décembre 1960 dans le 16e arrondissement de Paris. Elle est enterrée au Cimetière du Père-Lachaise (22e division).

## Œuvre

### Conservation
- Au CNAP, plusieurs œuvres inventoriées dont :
  - Seaford ; New-York, Central Park ; Saint-Briac ; Une mare à Seaford, série de 4 aquarelles, 1904.
  - Soleil couchant à Roscoff, eau-forte en couleurs, 1908.
  - Ferme au bord de la mer, aquarelle et pastel sur papier, 30 × 48,5 cm, avant 1909.
  - Saint-Jean-du-Doigt, aquarelle, 1914.
  - La Baie d'Alger, aquarelle, 40 × 56 cm, [1933].
  - Calvi, huile sur toile, 40 × 56 cm, [1935].
  - Le Marché neuf, s.d., avant 1943.
- Zimmerli Art Museum : 
  - Saint-Briac, eau-forte, aquatinte, et vernis mou, retouchée à l'aquarelle, 25,7 × 35,7 cm, vers 1893.
  - Souris, eau-forte et aquatinte, 8,9 × 45,3 cm, vers 1893.
  - Poisson exotique (deux carpes), éventail, eau-forte et aquatinte sur papier, vers 1895-1900.

### Exposition
- 13 juin - 31 août 2003 : L'école d'Alger. 1870-1960, musée des Beaux-Arts de Bordeaux[10].